# Lista de circuitos do Campeonato Mundial de Rallycross

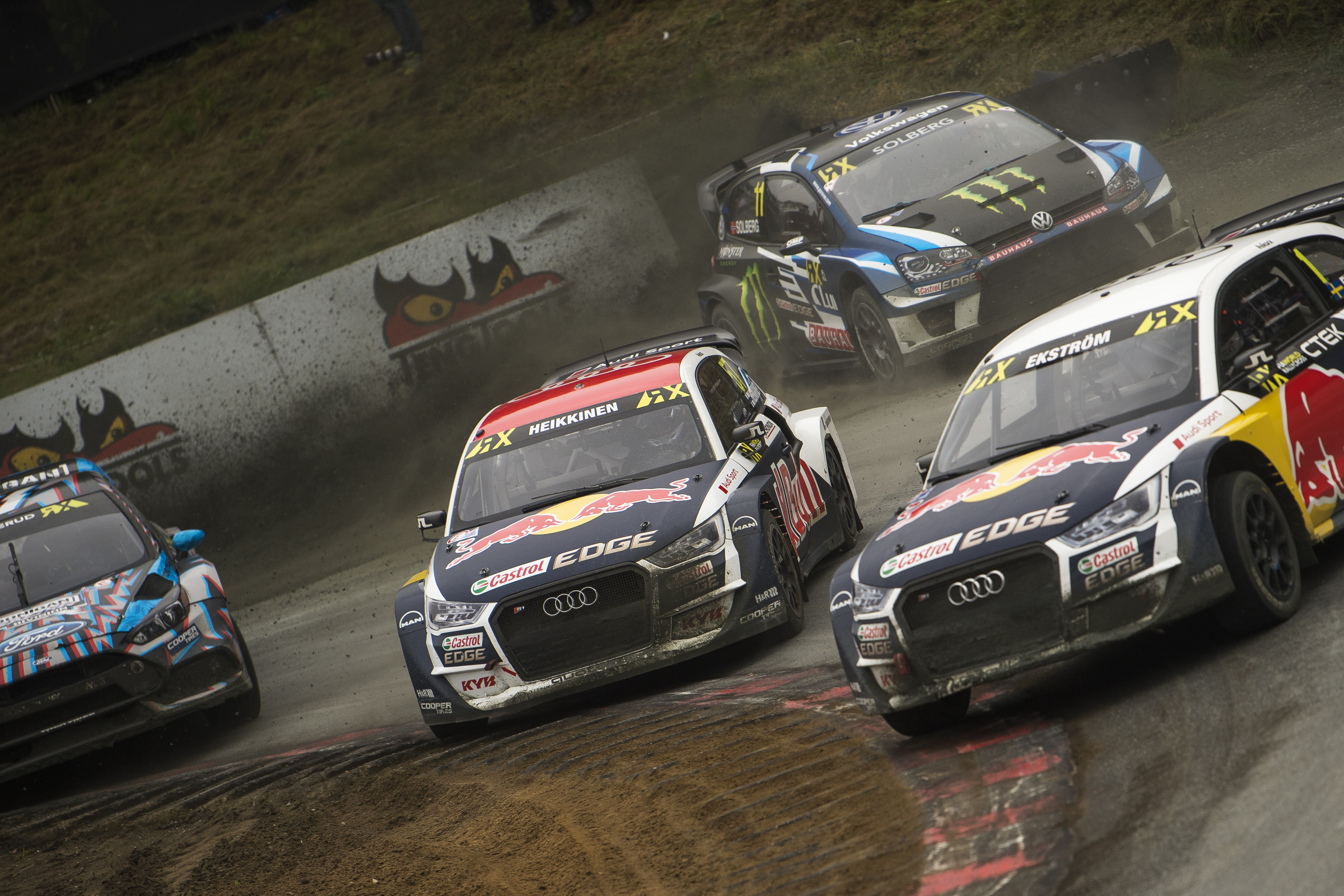
World RX da Alemanha de 2017, no circuito de Estering.

Esta é uma Lista de circuitos do Campeonato Mundial de Rallycross, que contém os circuitos que já acolheram pelo menos um World RX do Campeonato Mundial de Rallycross, desde a primeira temporada em 2014. No total, 19 diferentes circuitos de 18 países acolheram eventos do campeonato. O primeiro circuito a acolher o campeonato foi Montalegre. Apenas o circuito de Höljesbanan acolheu corridas em todas as temporadas até agora. A lista inclui a temporada de 2021.
| Pais                   | Cidade              | Evento                      | Circuito                               | Mapa | Nº de eventos | Temporadas      |
| ---------------------- | ------------------- | --------------------------- | -------------------------------------- | ---- | ------------- | --------------- |
| África do Sul          | Cidade do Cabo      | World RX da África do Sul   | Killarney Motor Racing Complex         |      | 3             | 2017-2019       |
| Alemanha               | Buxtehude           | World RX da Alemanha        | Estering                               |      | 7             | 2014-2018       |
| Alemanha               | Nürburg             | World RX da Alemanha        | Nürburgring                            |      | 1             | 2021            |
| Alemanha               | Hockenheim          | World RX de Hockenheimring  | Hockenheimring                         |      | 3             | 2015-2017       |
| Argentina              | San Luis            | World RX da Argentina       | Autódromo Rosendo Hernández            |      | 1             | 2014            |
| Argentina              | Rosário             | World RX da Argentina       | Autódromo Municipal Juan Manuel Fangio |      | 2             | 2015-2016       |
| Bélgica                | Mettet              | World RX da Bélgica         | Circuito Jules Tacheny                 |      | 5             | 2014-2018       |
| Bélgica                | Stavelot            | World RX de Benelux         | Circuito de Spa-Francorchamps          |      | 2             | 2019, 2021      |
| Canadá                 | Trois-Rivières      | World RX do Canadá          | Circuito de Trois-Rivières             |      | 6             | 2014-2019       |
| Emirados Árabes Unidos | Abu Dhabi           | World RX de Abu Dhabi       | Circuito de Yas Marina                 |      | 1             | 2019            |
| Espanha                | Montmeló            | World RX da Catalunha       | Circuito de Barcelona-Catalunha        |      | 8             | 2015-2021       |
| Estados Unidos         | Austin              | World RX dos Estados Unidos | Circuito das Américas                  |      | 1             | 2018            |
| Finlândia              | Kouvola             | World RX da Finlândia       | Tykkimäen Moottorirata                 |      | 2             | 2014, 2020      |
| França                 | Lohéac              | World RX da França          | Circuito de Lohéac                     |      | 7             | 2014-2019, 2021 |
| Itália                 | Castrezzato         | World RX da Itália          | Autódromo de Franciacorta              |      | 2             | 2014-2015       |
| Letônia                | Riga                | World RX da Letônia         | Biķernieki Complex Sports Base         |      | 8             | 2016-2021       |
| Noruega                | Hell                | World RX da Noruega         | Lånkebanen                             |      | 6             | 2014-2019       |
| Portugal               | Montalegre          | World RX de Portugal        | Pista Automóvel de Montalegre          |      | 6             | 2014-2018, 2021 |
| Reino Unido            | Denton with Wootton | World RX do Reino Unido     | Circuito de Lydden Hill                |      | 4             | 2014-2017       |
| Reino Unido            | Silverstone         | World RX do Reino Unido     | Circuito de Silverstone                |      | 2             | 2018-2019       |
| Suécia                 | Höljes              | World RX da Suécia          | Höljesbanan                            |      | 9             | 2014-2021       |
| Turquia                | Istambul            | World RX da Turquia         | Istanbul Park                          |      | 2             | 2014-2015       |

### Ligações Externas
Página Oficial